# Megalagathis flagellaris
Megalagathis flagellaris är en stekelart som först beskrevs av Szepligeti 1915.  Megalagathis flagellaris ingår i släktet Megalagathis och familjen bracksteklar. Inga underarter finns listade i Catalogue of Life.